# Тирях-Юрях
Тирях-Юрях (Тирех-Юрях)— река в Оймяконском улусе Якутии. Впадает в реку Кюбюме на 34-м км правого берега от её устья. Длина реки 64 км.

## Притоки
По порядку от устья к истоку:
- 0,3 км: река Клык (лв),
- 2,6 км: река без названия (пр),
- 5 км: река без названия (пр),
- 13 км: река без названия (пр),
- 17 км: река Снежная (пр),
- 24 км: река Ромб (лв),
- 25 км: река Парашют (пр),
- 32 км: река Финиш (лв),
- 38 км: река Бумеранг (лв).

## Данные водного реестра
По данным государственного водного реестра России относится к Ленскому бассейновому округу, речной бассейн реки — Индигирка, водохозяйственный участок реки — Индигирка от истока до впадения реки Неры. Код объекта в Государственном водном реестре — 18050000112117700038883.